# Smanjenje penisa
Smanjenje ili redukcija penisa su razne hirurške tehnike namenjene smanjenju prečnika ili dužine ljudskog penisa, posebno kada je on uspravan odnosno ukrućen. Pre ove intervencije moraju da se obave detaljni psihijatrijski pregledi i da se konsultuje endokrinolog da bi hirurzi bili sigurni da je operacija smanjivanja dužine penisa pravo i trajno rešenje za tu osobu. 
Kada je reč o smanjivanju obima penisa u toj oblasti hirurgija ne može mnogo da pomogne. Ova operacija podrazumeva redukciju unutrašnjosti i ljuštenje „viška” tkiva, ali ona može da dovede i do povećanja penisa.

## Istorija
Iako bi ga većina muškaraca potiho želela povećati, penis ima i onih koji bi reducirali veličinu svoje muškosti.  U nekim drevnim periodima istorije, smanjenje veličine penisa bilo je zbog estetski izgled, uključujući i one koje se mogu videti u preživelim umetničkim delima, zbog asocijacije na nepretencioznost, suzdržanost i plahost; umetnici su se tako želeli distancirati od erotske umetnosti opsednutri prekomernim genitalijama. 
Tokom 2015. godine kod 17 godina starog pacijenta  izvedena je prva operacija smanjivanja penisa u 21. veku,  u istoriji medicine. koji je imao oblik ragbi lopte, Pre zahvata, penis ovog pacijenta je van erekcije bio dugačak 18 centimetara, a obim mu je iznosio 25 centimetara. Hirurzi su prvo sa obe strane penisa odstranjeni parčići tkiva, zatim prespojeili nerve, kako bi pacijent mogao da zadrži osećaj celom dužinom i širinom. Nakon zahvata lekari su otkrili nove  dimenzije mladićevog penisa, i nazvali ih ”velikodušnim”. Njegov polni organ je i dalje nešto duži i širi od prosečnog, ali sada deluje simetrično.  Ovaj tinejdžer je pre operacije imao  nekoliko epizoda prijapizma – neželjene i bolne erekcije koja obično traje satima, zbog čega je njegov polni organ ostao zauvek deformisan. Prema rečima Rafaela Kariona, hirurgu koji je obavio operaciju smanjivanja penisa, pacijent se žalo na neprijatnosati prilikom oblačenja pantalone, i utisaka da svi zure u njega, jer mu se penis ocrtavao na odeći. 
Drugu operaciju takođe je izveo dr Rafael Karion. 2017. godine kod muškarac čiji je penis zbog ciste nastale u detinjstvu, narastao 20 puta više od prosečne dužine. Redukcija penisa mu je uveliko olakšala život.
Raspon starosti pojedinaca koji su bili podvrgnuti tretmanu kretao se između 17-godišnjaka i  20-godišnjaka.

## Epidemiologija
Muškarci koji se odlučuju na operaciju smanjenje penisa imaju od 19 do 30 godina, a ima i starijih od 40 koji smatraju da će posle hirurškog zahvata biti uspešniji u seksu, i mogu na prste dve ruke da se izbroje.

## Etioipatogeneza
Motiv koji stoji iza takvog postupka može varirati od:
- komplikacija koje mogu nastati tokom seksualnog odnosa kod osoba sa makropenisom doživi prijapizam,[4][5]
- genitalni limfedem,[6]
- cista penisa,[2]
- dodeljivanje pola[7]
- oblik ili veličina postojećeg penisa koji nije pogodan za odnos i pridružene društvene obaveze koje proizilaze iz dimenzije makrofaličnog penisa.[8]

Uzroci makrofalizma mogu biti u rasponu od anemije srpastih ćelija do prijapizma.
Ova metoda primenjena je kod muškarci čija partnerka se žalila na oseća nelagodan potiska na grlić materice, ili koja je tražila dodatnu stimulaciju klitorisa.

## Terapija
Postupak može uključivati uklanjanje tkiva ispod kože penisa,  jednostavnim postupcima ekscizije, i uz primenu antihipertenzivnih lekova.

## Spoljašnje veze
- Teenager has penis reduction surgery so he can have sex (језик: енглески)

|  | Molimo Vas, obratite pažnju na važno upozorenje u vezi sa temama iz oblasti medicine (zdravlja). |